# Silometopus curtus
Silometopus curtus är en spindelart som först beskrevs av Simon 1881.  Silometopus curtus ingår i släktet Silometopus och familjen täckvävarspindlar. Enligt den finländska rödlistan är arten sårbar i Finland. Artens livsmiljö är sandstränder vid Östersjön. Inga underarter finns listade i Catalogue of Life.